# 움베르투 코엘류
움베르투 마누엘 데 제수스 코엘류(포르투갈어: Humberto Manuel de Jesus Coelho, 1950년 4월 20일 ~ )는 포르투갈 세도페이타(Cedofeita) 출신의 축구 지도자이자 행정가로 2003년부터 2004년까지 대한민국 대표팀의 감독을 맡았으며 현재 포르투갈 축구 연맹 부회장직을 맡고 있다.

## 선수 시절

### 클럽
1968년 자국 리그인 프리메이라리가의 명문 SL 벤피카에서 프로에 전격 입문한 뒤 7년간 벤피카의 주축 수비수로 활약하며 리그 5회 우승(1968-69, 1970-71, 1971-72, 1972-73, 1974-75) 및 2회 준우승(1969-70, 1973-74), 타사 드 포르투갈 3회 우승(1968-69, 1969-70, 1971-72) 및 3회 준우승(1970-71, 1973-74, 1974-75), 1971-72년 UEFA 챔피언스리그 4강 진출 등의 굵직한 성과를 거두었다.
그 후 1975년부터 1977년까지 프랑스 리그앙의 파리 생제르맹과 북미 사커 리그의 라스베이거스 퀵실버스에서 활동한 뒤 1977년 친정팀인 벤피카로 복귀한 이후 7년동안 활약하면서 리그 3회 우승(1980-81, 1982-83, 1983-84) 및 3회 준우승(1977-78, 1978-79, 1981-82)과 1979-80 시즌 리그 3위, 타사 드 포르투갈 3회 우승(1979-80, 1980-81, 1982-83) 및 1981-82 시즌 타사 드 포르투갈 4강, 1980-81년 유러피언컵위너스컵 4강, 1982-83년 UEFA 유로파리그 준우승, 1980년 수페르타사 칸디두 드 올리베이라 우승, 1981년 수페르타사 칸디두 드 올리베이라 준우승 등의 성과에 기여했다.

### 국가대표팀
1968년 포르투갈 A대표팀 첫 합류 이후 2년이 지난 1970년 5월 10일 이탈리아와의 친선 경기에서 국제 A매치 데뷔골을 신고했고 그 뒤 1972년 브라질 인디펜던스컵에서 2골을 기록하며 팀의 준우승에 일조했다.
그리고 1983년 국가대표팀 은퇴를 선언할 때까지 A매치 통산 64경기 6골을 기록했는데 이 중 3골은 키프로스와의 1974년 FIFA 월드컵 유럽 지역 예선 6조 1차전, 이스라엘과의 1982년 FIFA 월드컵 유럽 지역 예선 6조 3차전에서 기록했으며 특히 이스라엘과의 경기에서 국가대표팀 데뷔 이후 첫 멀티골을 터뜨리기도 했다.

## 지도자 경력
포르투갈 리그에서 감독 생활을 하다가 1997년에 포르투갈 대표팀 감독을 맡았다. 이 때까지만 해도 포르투갈은 유럽에서도 변방에 속하는 어중간한 위상을 가지고 있었으나, UEFA 유로 2000에서 포르투갈을 4강에 올리면서 지도력을 인정받았다.
이후 모로코 대표팀을 맡았으나 2002년 FIFA 월드컵 예선전에서 세네갈에 밀려 본선 진출에 실패하고 사임하여 한동안 휴식기를 보냈다. 2003년 1월 대한축구협회의 제의를 받고 대한민국 대표팀 감독에 취임하였다. 대한민국 대표팀에게는 생소한 포백 시스템을 도입하고 세세한 패스를 중시하는 등의 새로운 방식을 추구하여 한 때 기대가 컸으나, 5월 31일 도쿄에서 일본에 1-0으로 승리한 것 외에는 아르헨티나, 우루과이 등에 패배하면서 서서히 축구팬들의 비난이 쏟아지기 시작하였다.
특히 2004년 AFC 아시안컵을 앞두고 대한민국에서 개최된 지역 예선 1라운드에서는 베트남에 5-0, 오만에 1-0, 네팔에 16-0으로 이기며 3연승을 기록하지만, 오만에서 개최된 2라운드에서는 베트남의 후반 역습 한방에 0-1로 패하고, 오만에는 선제골을 넣고도 후반에 3골을 연달아 내주며 1-3으로 역전패하였다. 다행히도 최약체인 네팔에 7-0으로 승리하면서 AFC 아시안컵 본선에는 진출하지만, 약체팀에게 그것도 두번씩이나 패배한 것으로 인해 코엘류 감독은 위기에 처하였다. 그러나 사실 2라운드 경기에서 기술위원회가 위원을 단 한 명도 파견하지 않는 등의 불성실한 태도를 보였기 때문에, 코엘류 감독에 대해서 대한축구협회는 재신임 결정을 내렸고 이 사태는 일단락되었다. 그 후 11월 불가리아 2군과의 친선 경기가 있었지만 다시 0-1로 패배하여 다시 자질 논란이 불거졌지만, 일본에서 개최된 제1화 동아시아 축구선수권대회에서 홍콩에 3-1, 중국에 1-0, 일본에 0-0을 기록하면서 2승 1무로 우승하였다.
그럼에도 불구하고 사퇴 압력이 사그라들지 않은 상황에서 2004년에는 2006년 FIFA 월드컵 아시아 지역 2차예선이 개최되었다. 첫 경기인 레바논전을 앞두고 코엘류 감독은 작년에 자신과 대한민국 대표팀에게 수모를 안겼던 오만 대표팀과의 평가전을 강력하게 원하였고, 이것이 성사되어 5-0의 대승을 거뒀다. 그리고 레바논과의 1차전에서도 2-0으로 이기며 어느 정도 안정된 행보를 걷는 듯하였다.
그러나 3월 31일 몰디브와의 원정 경기에서 한 골도 넣지 못한 채 0-0의 무승부를 거두고, 레바논과 승점 1점 차이로 조1위를 간신히 유지함으로써 자칫 탈락할 수도 있는 상황에 처하자 축구팬들의 비난이 빗발쳤다. 이는 K-리그의 선수 차출 거부에다가, 지나치게 부족한 훈련 시간 등의 외부적인 요인이 복합되어 벌어진 사태였으나 결국 코엘류 감독은 자진 사퇴 형식으로 지휘봉을 내려놓게 되었다.
이후 그는 포르투갈의 축구 해설자로 활동하다가 2005년 7월 사우디아라비아 프리미어리그의 알샤바브 감독에 취임하였다. 알샤바브는 2006년에 AFC 챔피언스리그 8강전에서 K-리그의 울산 현대 호랑이과 맞대결을 벌였는데 이때 코엘류 감독이 대한민국을 방문하였다. 하지만 알샤바브는 8강전 1차전에서 0-6으로 대패하였고, 이것이 원인이 되어 알샤바브에서 경질되었다.
2008년 6월, 전임 감독인 로제 르메르 감독의 임기가 끝난 튀니지 국가대표팀 감독에 선임되었으나, 2010년 아프리카 네이션스컵의 예선을 겸하는 2010년 FIFA 월드컵 예선에서 나이지리아에 밀려 아프리카 네이션스컵 진출에 그친 후 또다시 경질되었다.

### 행정가 경력
이후에는 포르투갈 축구 연맹에서 행정가로 활동 중이다.